# كونراد ريغر
كونراد ريغر (بالألمانية: Konrad Rieger)‏ هو طبيب نفسي ألماني، ولد في 1855 في كالف في ألمانيا، وتوفي في 1939 في فورتسبورغ في ألمانيا.